# Grzegorz (Leu)

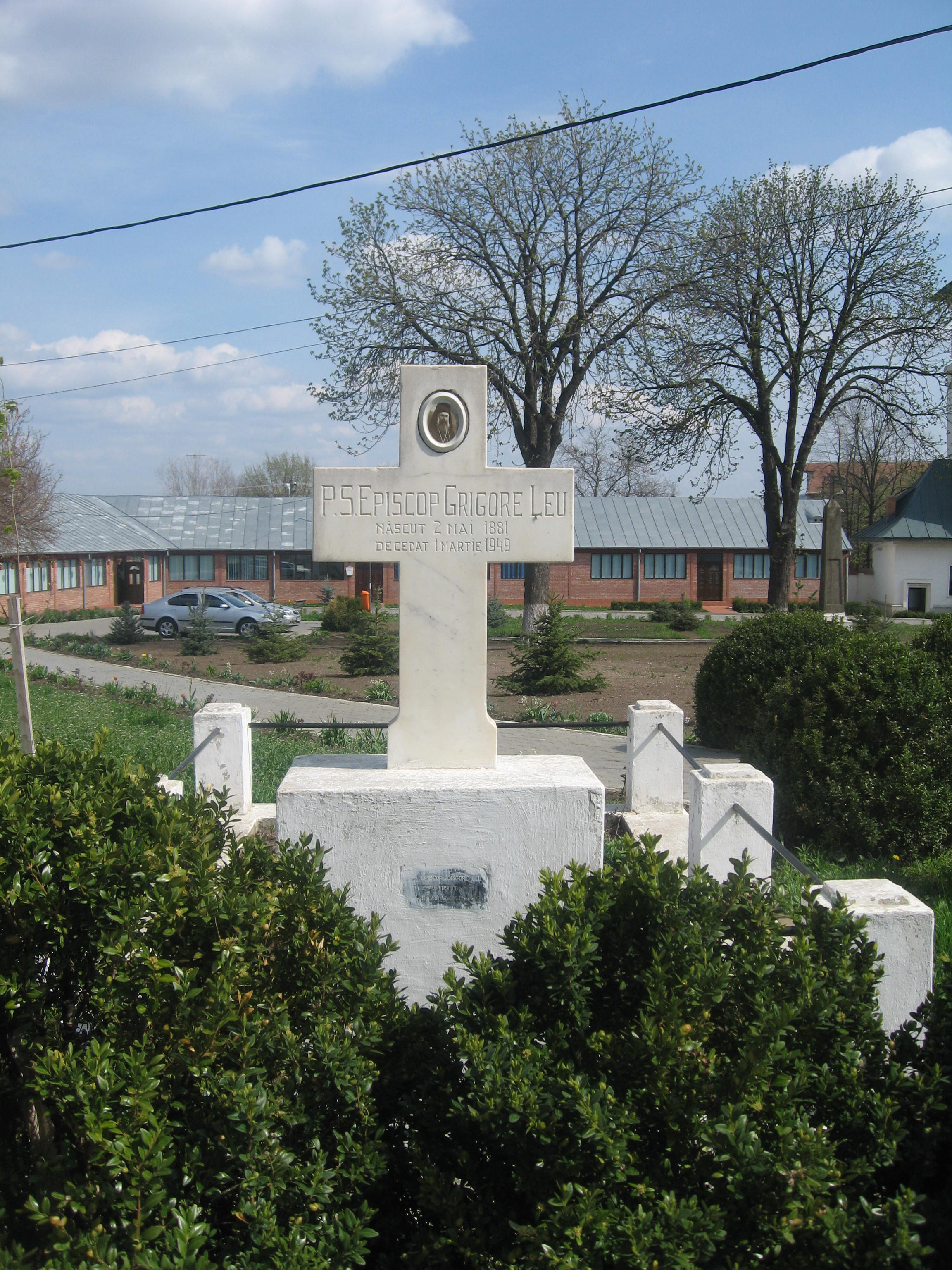
Nagrobek biskupa Grzegorza

Grzegorz, imię świeckie Gheorghe Leu (ur. 2 maja 1881 w Țuțcani, zm. 1 marca 1949) – rumuński biskup prawosławny.

## Życiorys
Był synem kapłana prawosławnego. Naukę w seminarium duchownym rozpoczął w Roman, ukończył zaś w 1901 w Jassach. W 1904 został wyświęcony na kapłana i służył przez dwa lata w Oancei. W latach 1906–1910 studiował na wydziale teologicznym Uniwersytetu w Bukareszcie, uzyskując stopień licencjata teologii. Od 1910 do 1916 był spowiednikiem słuchaczy seminarium duchownego w Bukareszcie, a następnie przez trzy lata kapelanem wojskowym, od 1918 w Kiszyniowie. W latach 1919–1924 był dyrektorem seminarium duchownego w Ismaile.
28 grudnia 1924 został wyświęcony na biskupa pomocniczego archieparchii Jass, z tytułem biskupa botoszańskiego. Od 1925 uczestniczył w pracach Świętego Synodu Rumuńskiego Kościoła Prawosławnego. Opublikował również serię prac poświęconych sektom i ich zwalczaniu. W 1936 przeniesiono go na katedrę Ardżesz, na której pozostawał przez cztery lata. W 1940 został biskupem Huși.
Po objęciu władzy w Rumunii przez komunistów biskup Grzegorz zdecydowanie wystąpił przeciwko nowemu rządowi. 25 lutego 1949 na spotkaniu z Petru Grozą surowo skrytykował narzucony Cerkwi Rumuńskiej nowy statut organizacyjny. Zmarł kilka dni później w niejasnych okolicznościach, podejrzewał, że został w siedzibie rządu otruty. O męczeńskim charakterze jego śmierci przekonany był patriarcha Rumunii Nikodem. Biskup Grzegorz został pochowany w sąsiedztwie soboru katedralnego w Huși.